# Zambias herrlandslag i volleyboll
Zambias herrlandslag i volleyboll representerar Zambia i volleyboll på herrsidan. Laget har deltagit i afrikanska mästerskapet och afrikanska spelen.

### Fotnoter
1. ↑  Todor Krastev. ”Men Volleyball VII All Africa Games 1999 Johannesburg (RSA) - 11-18.09 Winner Cameroon” (på engelska). http://www.todor66.com/volleyball/Africa/Men_AAG_1999.html. Läst 1 november 2023.